# Hetyefő
Hetyefő [hetěfé] je obec v Maďarsku v župě Veszprém, spadající pod okres Sümeg. Nachází se asi 14 km severozápadně od Sümegu. V roce 2015 zde žilo 70 obyvatel. Dle údajů z roku 2011 tvoří 82,9 % obyvatelstva Maďaři a 7,3 % Romové, přičemž 17,1 % obyvatel se ke své národnosti nevyjádřilo.

## Sousední obce
| Růžice kompasu |           | Nemeskeresztúr |        | Růžice kompasu |
| Růžice kompasu | Zalaerdőd | Sever          | Megyer | Růžice kompasu |
| Růžice kompasu | Zalaerdőd | Hetyefő        | Megyer | Růžice kompasu |
| Růžice kompasu | Zalaerdőd | Jih            | Megyer | Růžice kompasu |
| Růžice kompasu | Dabronc   |                |        | Růžice kompasu |